# Halkirk (Schottland)
Halkirk (Gälisch Hacraig) ist eine Ortschaft in der schottischen Council Area Highland und der traditionellen Grafschaft Caithness. Sie liegt 10 km südlich von Thurso und 24 km nordwestlich von Wick am Fluss Thurso. Im Jahr 2011 verzeichnete Halkirk 982 Einwohner.
Im frühen 13. Jahrhundert war Halkirk als Nachfolger von Scrabster Sitz der Bischöfe von Caithness. Nach kurzer Zeit wurde der Sitz jedoch weiter südlich nach Dornoch verlegt.
Mit Gerston und Ben Morven befanden sich zwei Whiskybrennereien in Halkirk. Erstere wurde jedoch 1882 geschlossen, zweitere 1911.

## Verkehr
Die A9, die Edinburgh mit Thurso verbindet, verläuft etwa 2,5 km östlich von Halkirk und schließt die Ortschaft an das Fernverkehrsnetz an. Ferner ist mit Georgemas Junction ein Bahnhof 2,5 km östlich der Stadt vorhanden. Dieser wird von der Far North Line bedient.